# Liste der Bischöfe von Metz

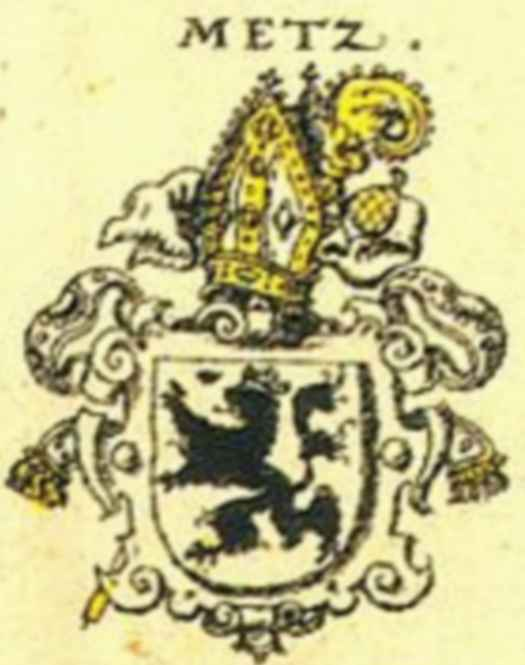
Wappen des Bistums Metz nach Siebmachers Wappenbuch von 1605

Die folgenden Personen waren Bischöfe und Fürstbischöfe des Bistums Metz:

## 3. bis 5. Jahrhundert
- Clemens (ca. 280–300)
- Caelestius (bis ca. 310)
- Felix I.
- Patiens
- Victor I. 344–346
- Victor II.
- Simeon 350–380
- Sambatius
- Rufus
- Adelphus
- Firminus
- Legontius
- Auctor ca. 451
- Explecius
- Urbicius
- Bonolius
- Terentius
- Consolinus
- Romanus ca. 486
- Phronimius bis 497

## 6. und 7. Jahrhundert
- Grammatius 497?–512
- Agatimber 512?–535
- Hesperius 525–542
- Villicus 542–568
- Peter 568?–578
- Aigulf 590–601
- Arnual 601–609
- Pappolus von Metz 609?–614
- Arnulf 614–629 (Arnulfinger)
- Goericus 629–643
- Godo 641?–652?
- Chlodulf, Sohn Arnulfs, 652?–693? (Arnulfinger)
- Abbo II. 696–707

## 8. und 9. Jahrhundert
- Aptatus 707–715
- Felix II. 715–716
- Sigibald 716–741
- Chrodegang 742–766 (siehe Robertiner)
- Angilram 768–791
- Gondulf 816 bis 6. September 823
- Drogo 823 bis 8. Dezember 855 (Karolinger)
- Adventius 858 bis 31. August 875
- Wala 876 bis 12. April 882

## 10. und 11. Jahrhundert
- Robert I. 883 bis 2. Januar 916
- Wigerich 917 bis 19. Februar 927
- Benno von Einsiedeln 927–929
- Adalbero I. von Bar 929 bis 962
- Dietrich I. 964 bis 7. September 984 (wohl aus der Familie der Ezzonen)
- Adalbero II. von Oberlothringen 984 bis 14. Dezember 1005
- Dietrich II. von Luxemburg 1006 bis 30. April 1047
- Adalbero III. von Luxemburg 1047 bis 13. November 1072
- Hermann 1073 bis 4. Mai 1090
- Bruno von Calw 1088–1089 (kaiserlicher Gegenbischof)
- Burkhard 1090

## 12. und 13. Jahrhundert
- Poppo 1090–1103, Bruder von Heinrich II. von Laach (Wigeriche)
- Adalbero IV. 1090–1117
- Theoger von Sankt Georgen 1118 bis 29. April 1120
- Stephan von Bar 1120 bis 29. Dezember 1163 (Haus Scarponnois)
- Dietrich III. von Bar 1164 bis 8. August 1171 (Haus Scarponnois)
- Hugo von Clermont, 1171 Elekt
- Friedrich von Pluyvoise 1171–1173
- Dietrich IV. von Lothringen 1174–1179
- Bertram 1180 bis 6. April 1212
- Konrad I. von Scharfenberg 1212 bis 12. Dezember 1224
- Johann I. von Apremont 1224 bis 10. Dezember 1238
- Jakob von Lothringen 1239 bis 24. Oktober 1260
- Philipp von Flörchingen 1261–1264[1]
- Wilhelm von Traisnel 1264 bis 4. Januar 1269[2]
- Lorenz von Lichtenberg 1270–1279
- Johann II. von Flandern 1280 bis 31. Oktober 1282
- Burchard von Avesnes 1282 bis 29. November 1296 (Haus Avesnes)

## 14. und 15. Jahrhundert
- Gérard de Rhéninghe 1297–1302
- Reginald von Bar 1302–1316 (Haus Scarponnois)
- Henri de la Tour-du-Pin 1316 bis 24. November 1324 (Haus La Tour-du-Pin)
- Ludwig I. von Poitiers 1325–1327 (Haus Poitiers-Valentinois)[3]
- Adhémar de Monteil 1327 bis 12. Mai 1361
- Johann III. von Vienne 1361–1365
- Dietrich V. Bayer von Boppard 1365 bis 18. Januar 1384
- Peter von Luxemburg 1384 bis 2. Juli 1387
- Rudolf von Coucy 1388–1415 (Haus Gent)
- Konrad II. Bayer von Boppard 1415 bis 20. April 1459
- Georg von Baden 1459 bis 11. Oktober 1484

## 16. und 17. Jahrhundert
- Henri de Lorraine-Vaudémont 1484 bis 28. Oktober 1505
- Jean Kardinal de Lorraine 1505–1543
- Nicolas de Lorraine, duc de Mercœur 1543–1548
- Jean Kardinal de Lorraine 1548 bis 19. Mai 1550
- Charles Kardinal de Lorraine-Guise 1550 bis 18. Mai 1551
- Robert (II.) Kardinal de Lénoncourt 1551 bis 16. Dezember 1555
- François de Beaucaire de Péguillon 1555–1568
- Louis (I.) Kardinal de Lorraine-Guise 1568 bis 28. März 1578 (seit 1568 pers. Titel Erzbischof)
- Karl Kardinal von Lothringen 1578 bis 24. November 1607
- Anne Kardinal de Perusse d’Escars 1608 bis 19. April 1612
- Henri de Bourbon, duc de Verneuil 1612–1652 (letzter Fürstbischof)
- Jules Kardinal Mazarin 1652–1658
- Franz Egon von Fürstenberg 1658–1663
- Wilhelm Egon von Fürstenberg 1663–1668
- Georges d’Aubusson de La Feuillade 1669–1697 (seit 1668 Titel Erzbischof)

## 18. Jahrhundert bis heute
- Henri-Charles du Cambout de Coislin 1697–1732
- Claude de Rouvroy de Saint-Simon 1733–1760
- Louis-Joseph Kardinal de Montmorency-Laval 1760–1802
- Nicolas Francin 1792–1802
- Pierre-François Bienaymé 1802–1806
- Gaspard-André Jauffret 1806–1823
- Jacques-François Besson 1824–1842
- Paul Dupont des Loges 1843–1886
- François Fleck 1886–1899
- Willibrord Benzler 1901–1919
- Jean-Baptiste Pelt 1919–1937
- Joseph-Jean Heintz 1938–1958
- Paul Joseph Schmitt 1958–1987
- Pierre Raffin 1987–2013
- Jean-Christophe Lagleize 2013–2021
- Philippe Ballot seit 2022